# Portland (Indiana)
Portland – miasto w Stanach Zjednoczonych, w stanie Indiana, siedziba administracyjna hrabstwa Jay.